# واروخ
واروخ (به تاجیکی: Ворух) دوردست‌ترین شهرستان ناحیهٔ اسفره در ولایت سغد تاجیکستان است که از اسفره ۴۰ کیلومتر فاصله دارد.
واروخ ۲۳٬۱۲۱ نفر جمعیت دارد و از برون‌بوم‌های تاجیکستان است. برون‌بوم واروخ در قرقیزستان واقع شده‌است.